# Jasmine Camacho-Quinn
Jasmine Camacho-Quinn (Charleston, 21 agosto 1996) è un'ostacolista portoricana, campionessa olimpica dei 100 metri ostacoli a Tokyo 2020.
È stata la seconda sportiva portoricana capace di vincere una medaglia d'oro ai Giochi olimpici. Suo fratello Robert Quinn gioca nei Chicago Bears in NFL come linebacker.

## Biografia
È nata nel 1996 a Charleston in Carolina del Sud, da padre statunitense e madre portoricana.
Ha scelto di gareggiare per Porto Rico e ha iniziato a praticare atletica, in particolare gli ostacoli, nella sua prima adolescenza, incoraggiata dal padre. Entrambi i genitori hanno gareggiato alla Charleston Southern University.
Ha partecipato ai Giochi olimpici di Rio de Janeiro 2016, cadendo contro il nono ostacolo nella semifinale dei 100 m ostacoli e venendo squalificata. 
Nel 2021 prima delle Olimpiadi ha fatto registrare i migliori otto tempi stagionali. Nei 100 m ostacoli ai Giochi olimpici di Tokyo in semifinale ha stabilito il record olimpico con il tempo di 12"26. Il 2 agosto ha vinto la finale, conquistando la medaglia d'oro, la seconda per il suo paese.

## Palmarès
| Anno | Manifestazione  | Sede           | Evento   | Risultato  | Prestazione | Note     |
| ---- | --------------- | -------------- | -------- | ---------- | ----------- | -------- |
| 2016 | Giochi olimpici | Rio de Janeiro | 100 m hs | Semifinale | dq          |          |
| 2021 | Giochi olimpici | Tokyo          | 100 m hs | Oro        | 12"37       |          |
| 2022 | Mondiali        | Eugene         | 100 m hs | Bronzo     | 12"23       | w (.229) |
| 2023 | Giochi CAC      | San Salvador   | 100 m hs | Oro        | 12"61       |          |
| 2023 | Mondiali        | Budapest       | 100 m hs | Argento    | 12"44       |          |
| 2024 | Giochi olimpici | Parigi         | 100 m hs | Bronzo     | 12"36       |          |

## Altre competizioni internazionali
2022
- Oro al Kamila Skolimowska Memorial ( Chorzów), 100 m hs - 12"34
- Oro all'Athletissima ( Losanna), 100 m hs - 12"34
- Oro al Memorial Van Damme ( Bruxelles), 100 m hs - 12"27

2023
- Oro al Doha Diamond League ( Doha), 100 m hs - 12"48
- Oro all'Athletissima ( Losanna), 100 m hs - 12"40

2024
- Oro alla Xiamen Diamond League ( Xiamen), 100 m hs - 12"45
- Oro alla Shanghai Diamond League ( Shanghai), 100 m hs - 12"63
- Oro all'Athletissima ( Losanna), 100 m hs - 12"35
- Oro al Weltklasse Zürich ( Zurigo), 100 m hs - 12"36
- Oro al Memorial Van Damme ( Bruxelles), 100 m hs - 12"38
- Vincitrice della Diamond League nella specialità dei 100 m hs